# Cão semisselvagem
Um cão (cachorro) de vida selvagem, feral, silvestre, selvagem, abandonado, cão vadio, Cão de rua ou cão semisselvagem é um cão selvagem que não está confinado a um quintal ou casa.
Referem-se à versão selvagem (ou assilvestrada) do cão doméstico (Canis lupus familiaris). Esses animais podem ser encontrados em praticamente qualquer região, como planícies, savanas, florestas temperadas e tropicais, selvas, tundras, taigas, campos, prados, estepes, montanhas e desertos habitada por seres humanos no mundo todo, exceto polos, devido à sua convivência de longa data com os seres humanos e a nossa ampla distribuição geográfica.

## História

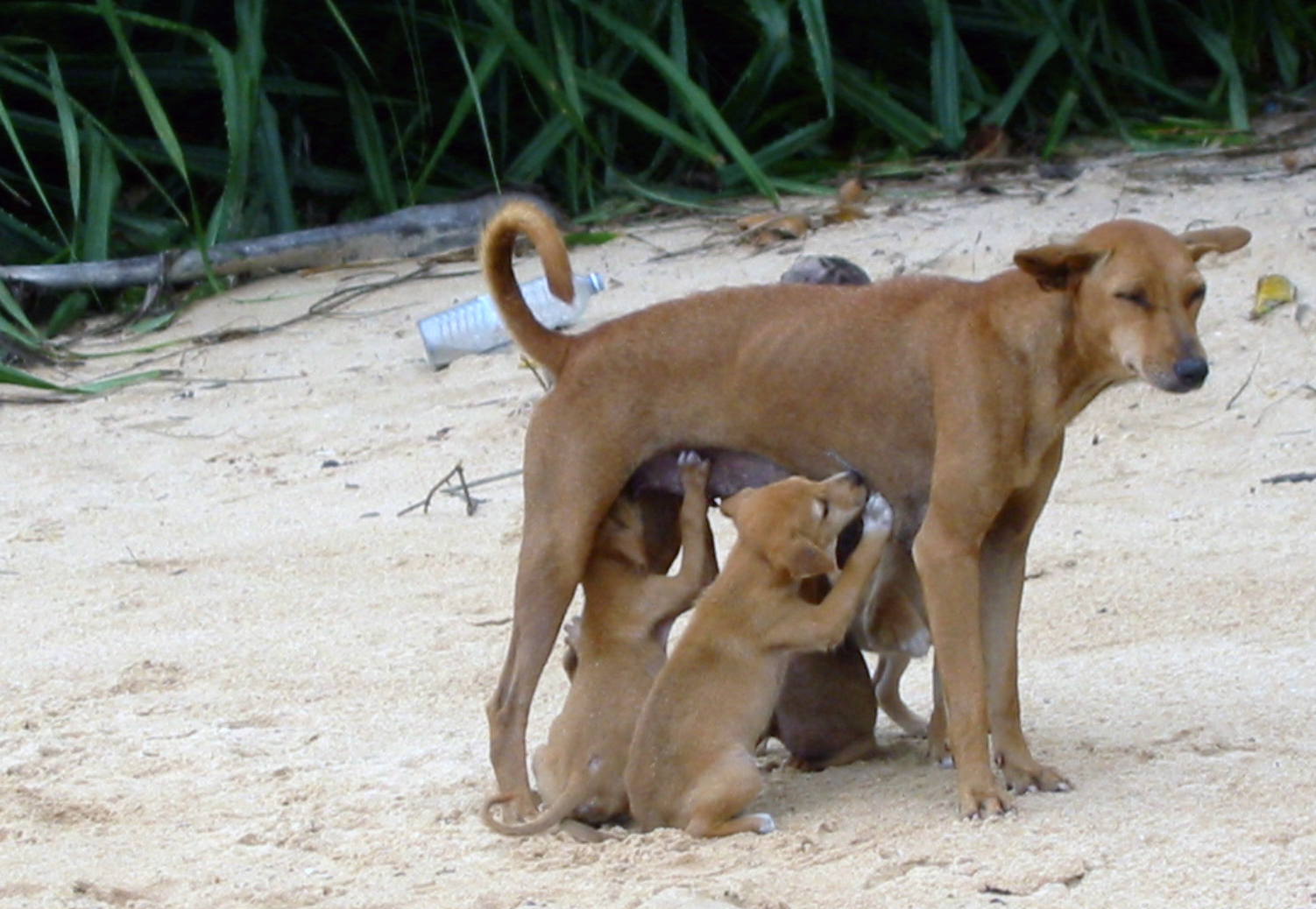
Uma cadela do Sri lanka amamentando sua ninhada de filhotes

Os cães ferais descendem de cães abandonados em florestas ou zonas rurais, que para sobreviverem utilizaram estratégias instintivas para sobreviver. Representando possivelmente a espécie feral mais perigosa na atualidade.
Pode-se encontrar uma grande diversidade de raças, tamanhos e comportamentos entre os cães ferais, mas todos compartilham o hábito onívoro oportunista.

## Impactos ambientais

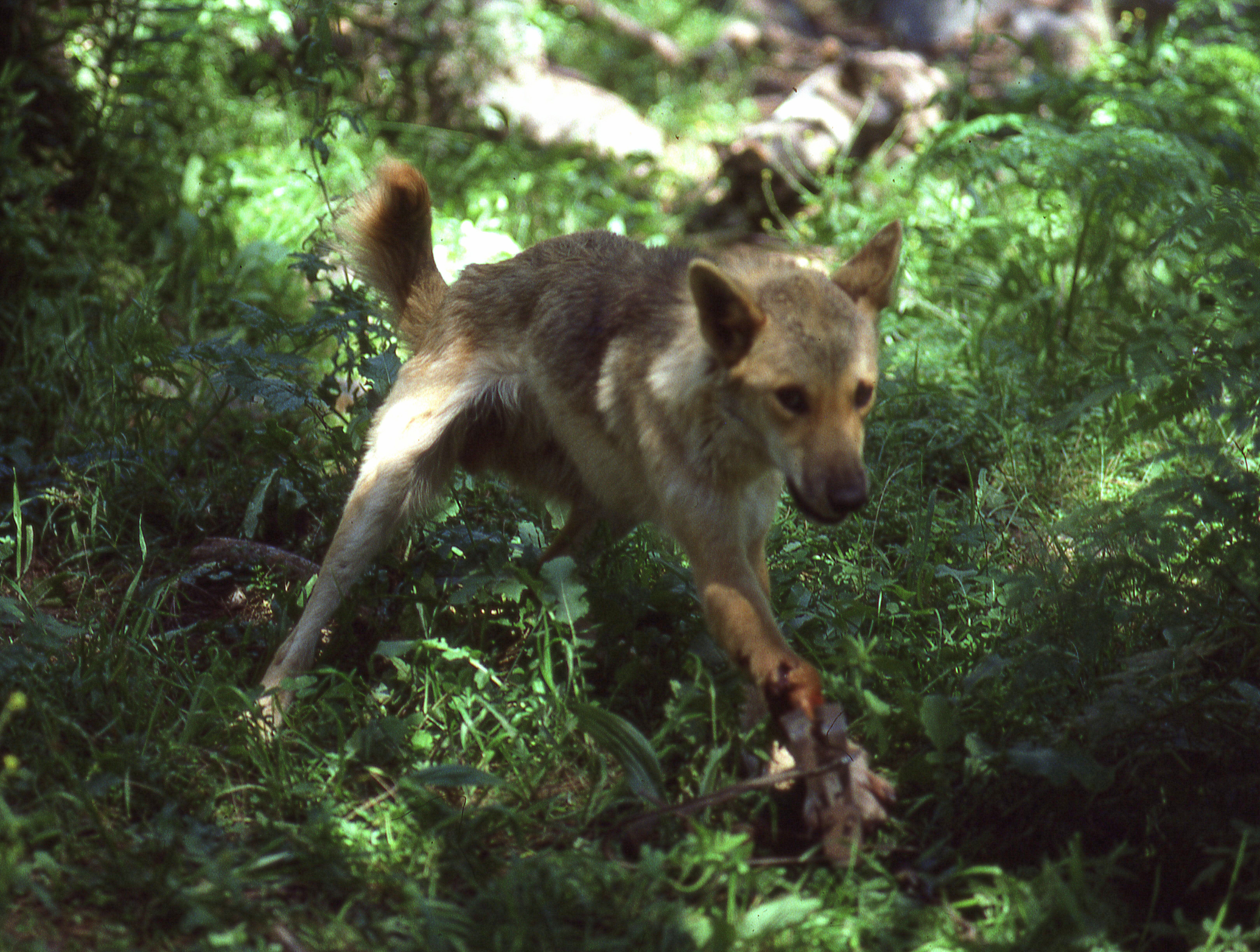
cão selvagem galopando na selva.

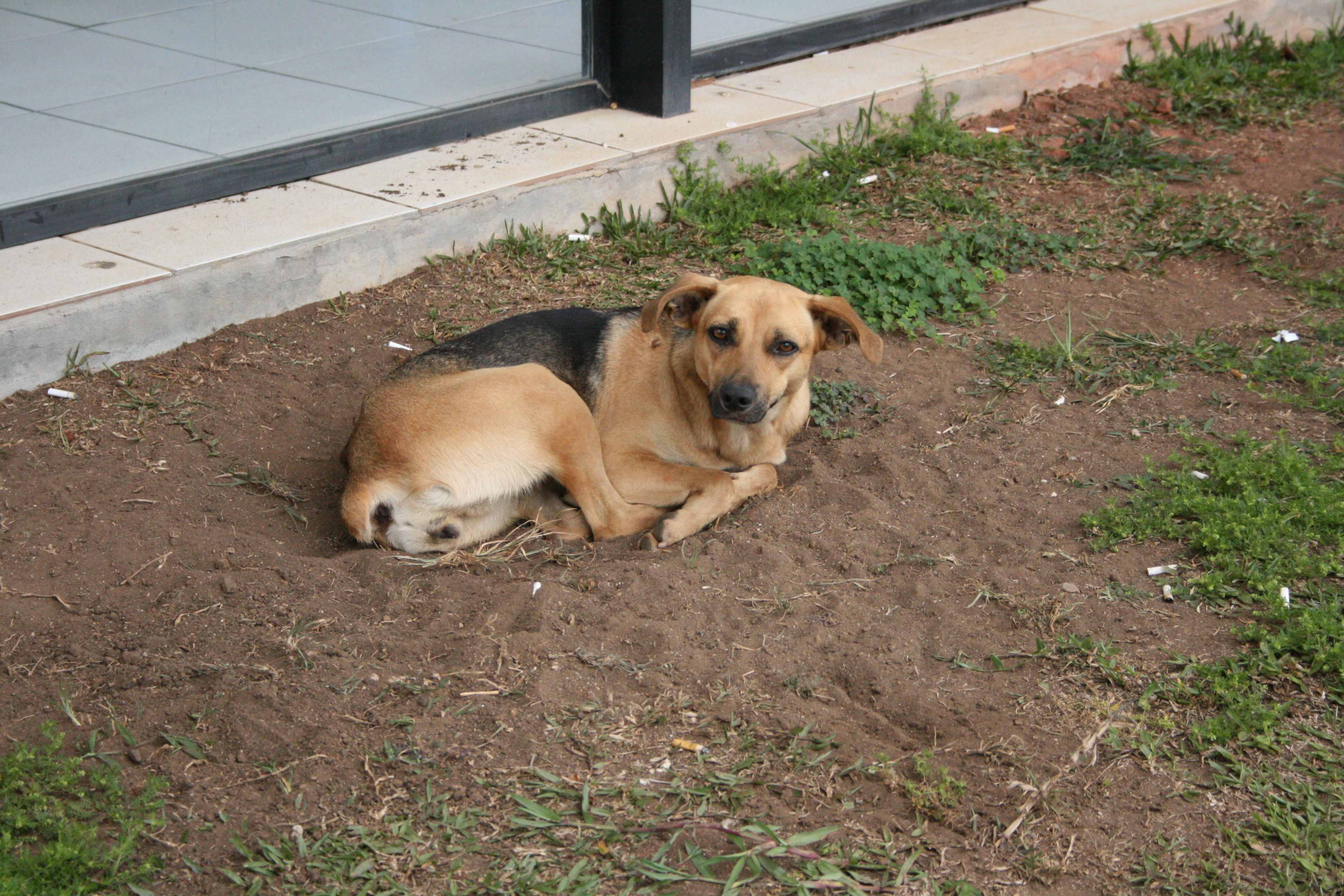
Um cachorro caramelo em Curitiba, Brasil

Os cães são predadores sociais, ou seja, caçam em grandes matilhas.
Esses animais caçam quase qualquer tipo de animal e dado o instinto predatório, podem ser bastante destrutivos em ecossistema e, portanto, são uma grande ameaça indireta para predadores de topo tais como leões, tigres, ursos, hienas, gatos, leopardos, onças e raposas, além de outros cães selvagens nativos de uma certa região.

### Híbridos

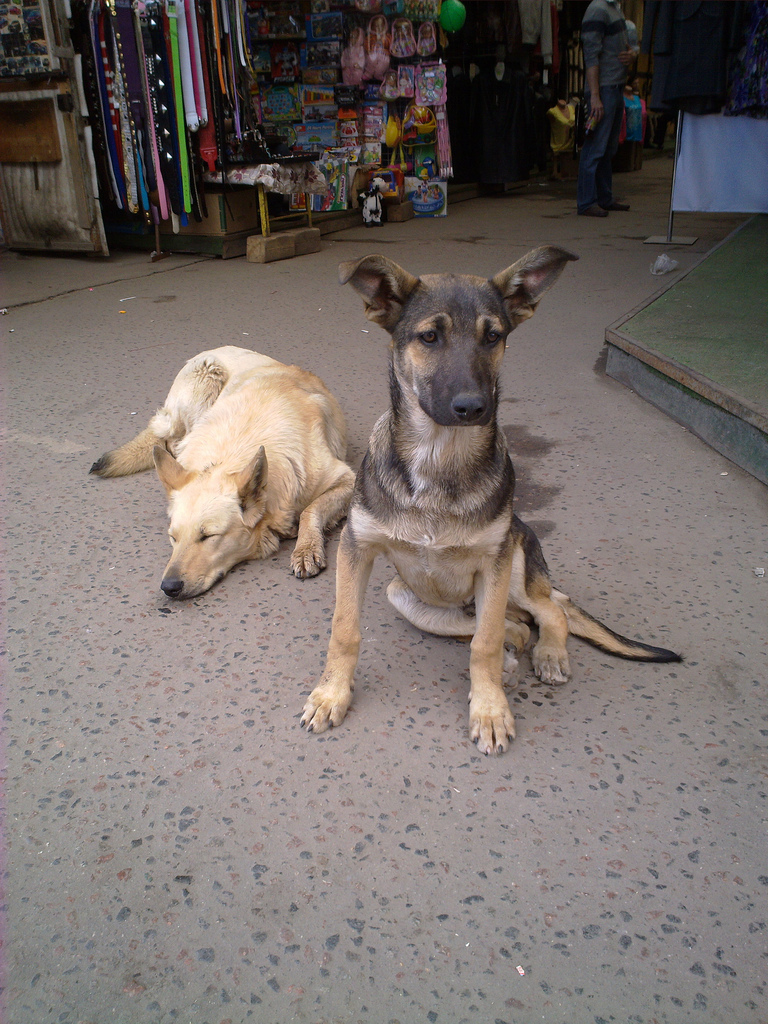
Dois cães vadios nos arredores de Moscou, Rússia.

Os cães domésticos podem cruzar com chacais, coiotes e até com lobos-cinzas devido sua proximidade filogenética. Esses cruzamentos geram indivíduos híbridos férteis que ameaçam diversas subespécies de alguns dos animais citados acima. Além disso, os híbridos, devido a seus instintos, possuem potencial para serem tão destrutivos quanto os cães ferais não-híbridos, e isso é um problema para toda a Eurásia e Oceânia.[carece de fontes?] Haja em vista o caso dos dodôs, acredita-se que os cães ferais tenham tido uma significativa participação na extinção dessa espécie.

### Novas espécies

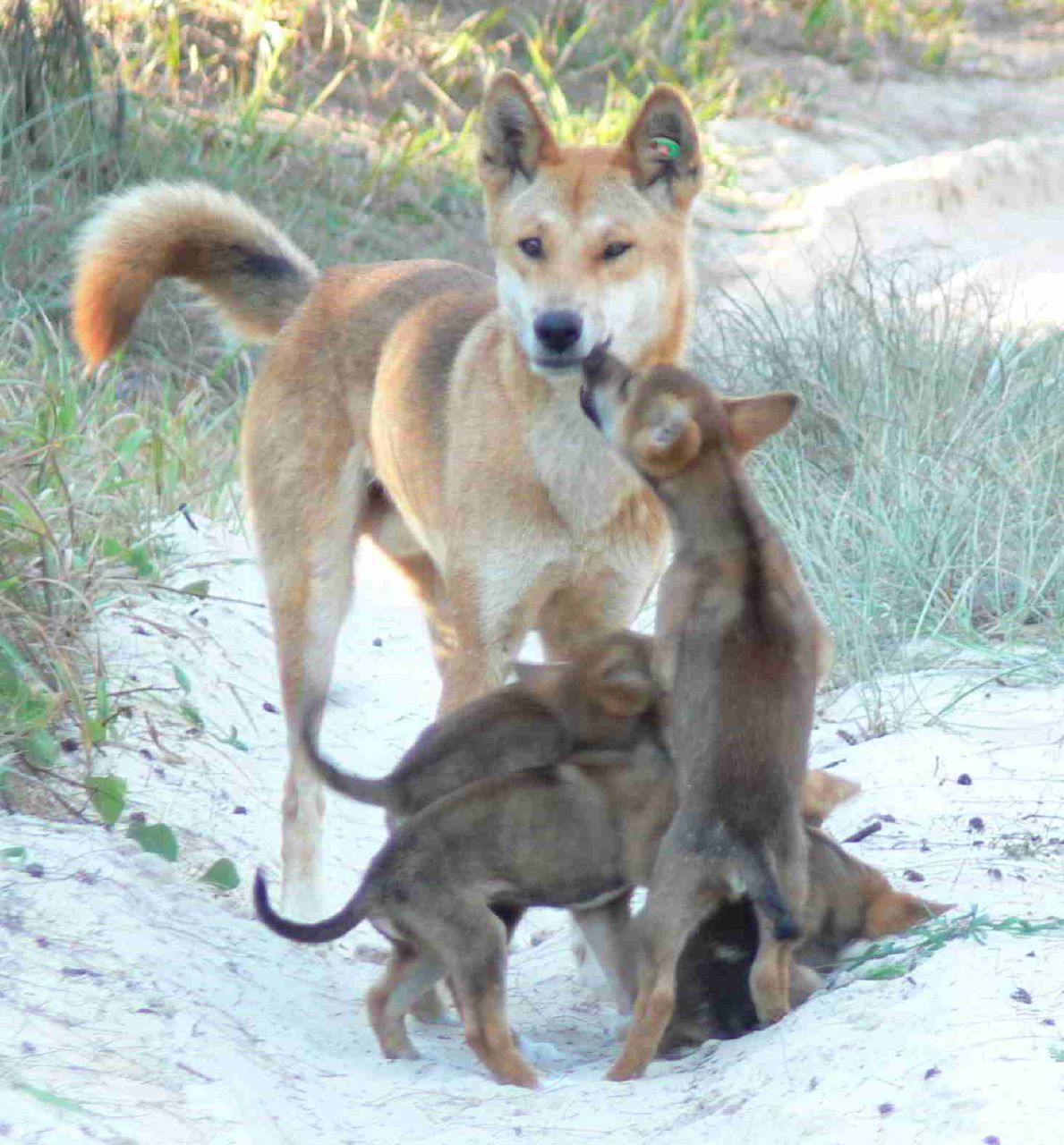
Um dingo macho com seus filhotes

O impacto de cães em ambientes selvagens também pode gerar novas espécies, como o dingo e o cão-cantor. O dingo (Canis lupus dingo) é um canídeo originado de cães ferais na Austrália com grande importância ecológica, sendo o maior predador terrestre na região e provavelmente o responsável pela extinção do tigre-da-tasmânia.
Sua classificação taxonômica ainda é objeto de debate dentro da comunidade científica. O mesmo vale para o cão-cantor (Canis lupus hallstromi) conhecido por sua vocalização melódica, que também é um importante predador terrestre na Nova Guiné.
Nota-se que os cães ferais são predadores de alta periculosidade, não sendo raros ataques a humanos, especialmente em zonas rurais ou subúrbios isolados.

## Doenças

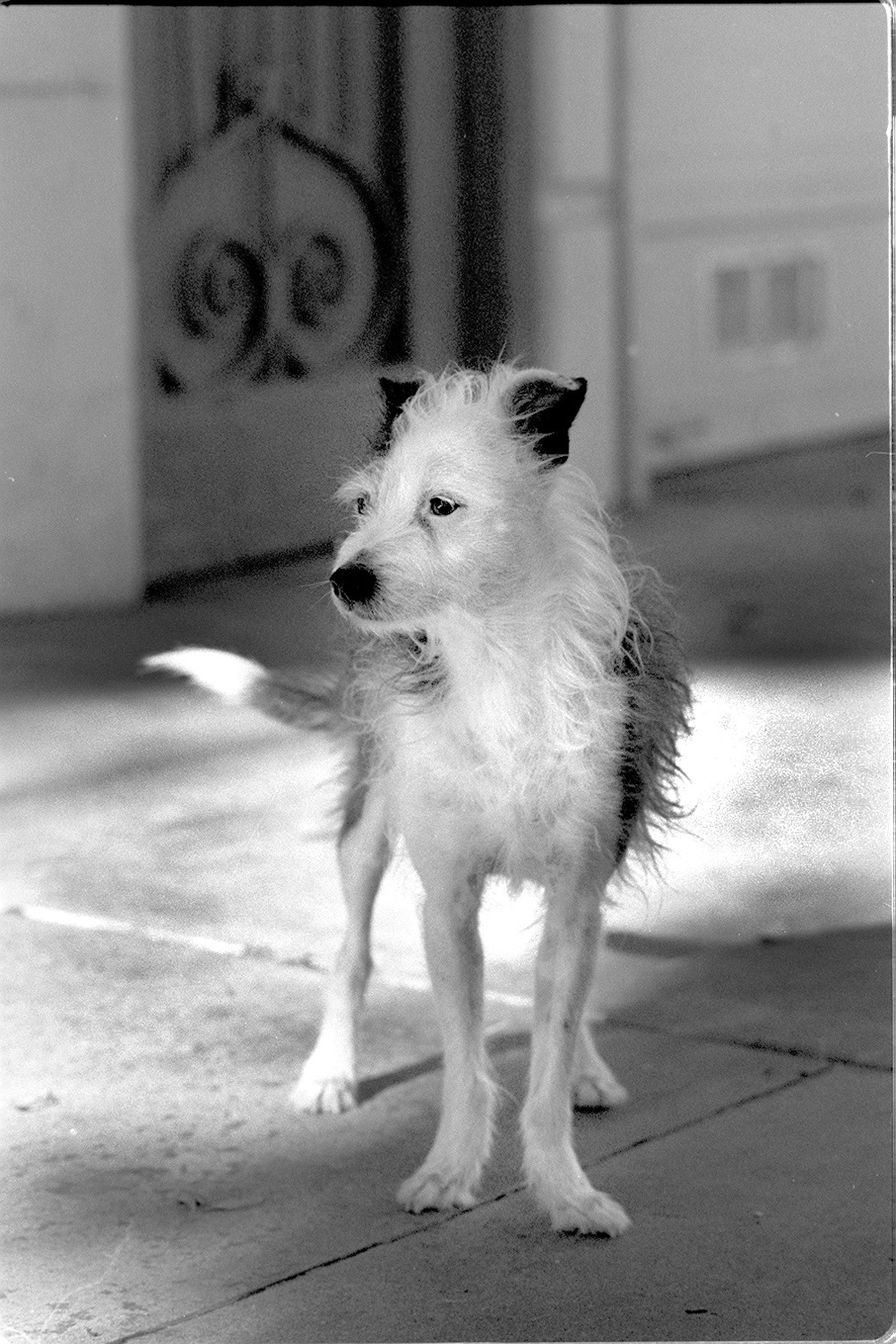
Um terrier mestiço de rua.

Como todos os canídeos, as doenças mais comuns transmitidas por cães incluem a brucelose, febre, carbúnculo, leptospirose, parvovirose, cinomose, sarna e obviamente a raiva (conhecido por muitos nomes, como a doença do cachorro louco), e como todo mamífero, os cães também não podem faltar pulgas e carrapatos.
Uma das medias para o seu controle é a carrocinha, a Vacinação, a castração, abrigo de animais e adoção

## Comportamento com humanos

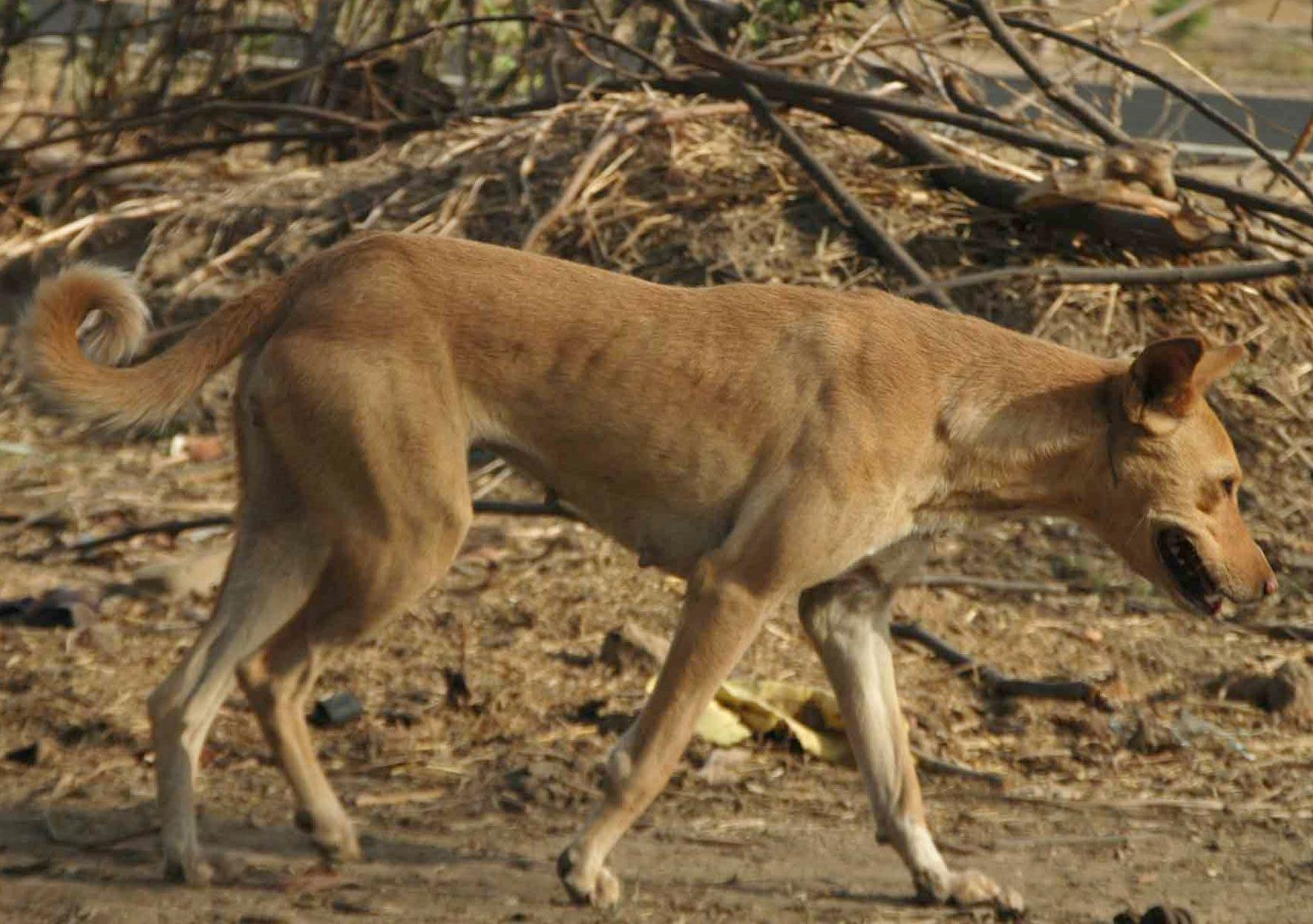
Um cão vira lata passeando numa vila indiana

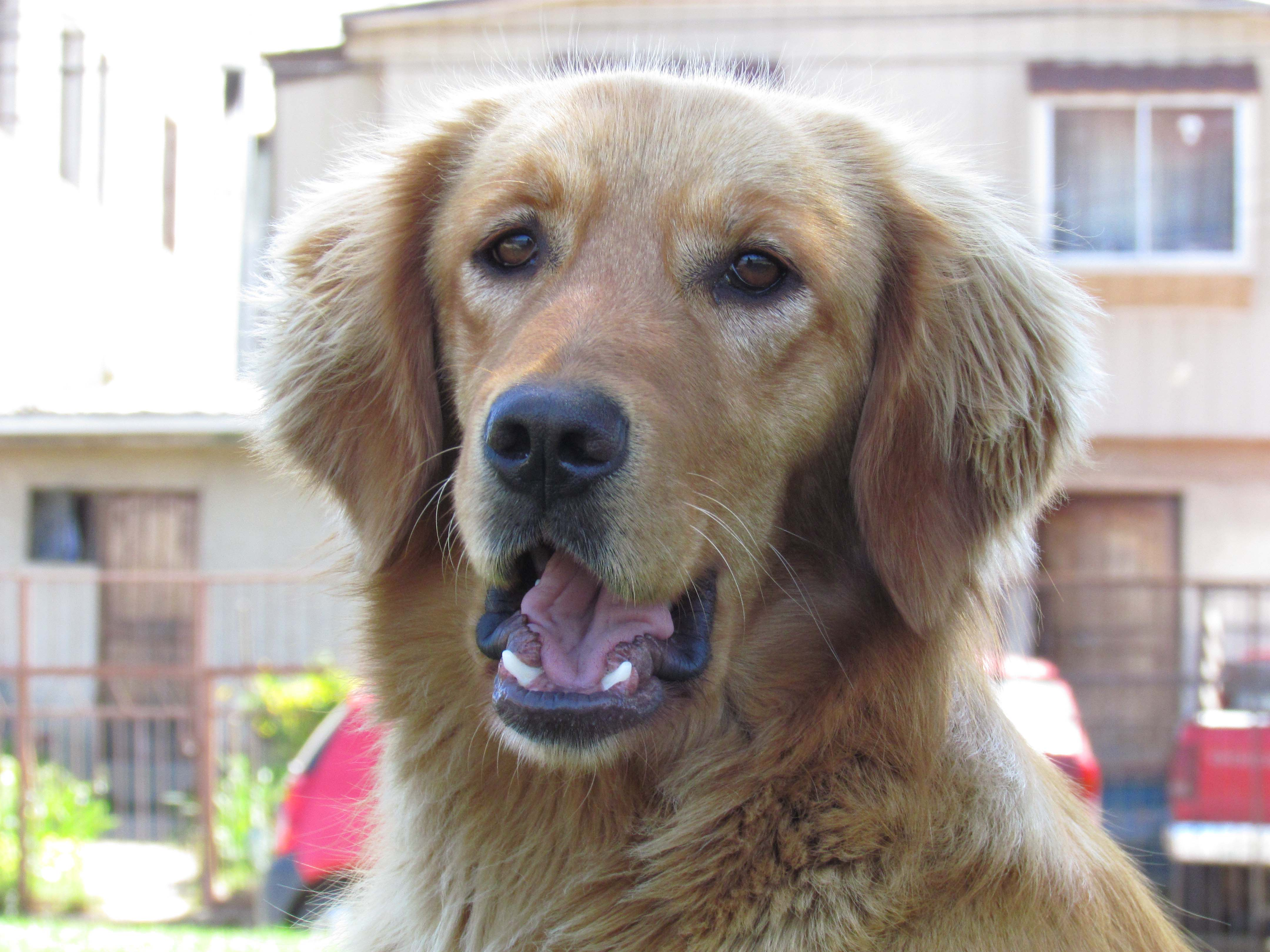
Um cão mestiço do Chile (Parecido com golden retriever), país onde são conhecidos como quiltros.

Os cães ferais frequentemente manifestam altos níveis de agressividade em relação aos seres humanos, considerando-os uma potencial ameaça.
Diferentemente de seus parentes domesticados, esses cães adotam comportamentos semelhantes aos lobos e mantêm uma postura predominantemente firme, dominante ou agressiva na presença humana, demonstrando desconfiança em relação aos seres humanos e, muitas vezes, são reservados e ariscos. Crianças ou pessoas de baixa estatura podem ser percebidas como presas em potencial, resultando em ataques que ocorrem comumente em vários locais do mundo.
Por exemplo, em janeiro de 2024, Uma brasileira foi atacada por uma matilha de cachorros na cidade de San Pedro de Atacama, no Chile, e teve que passar por transfusões e cirurgias de emergência para conter o sangramento. Carla de Oliveira, de 25 anos, diz que um grupo de 8 a 10 animais a morderam e arrastaram por até dez minutos até um motorista espantá-los com o carro.

## Alimentação

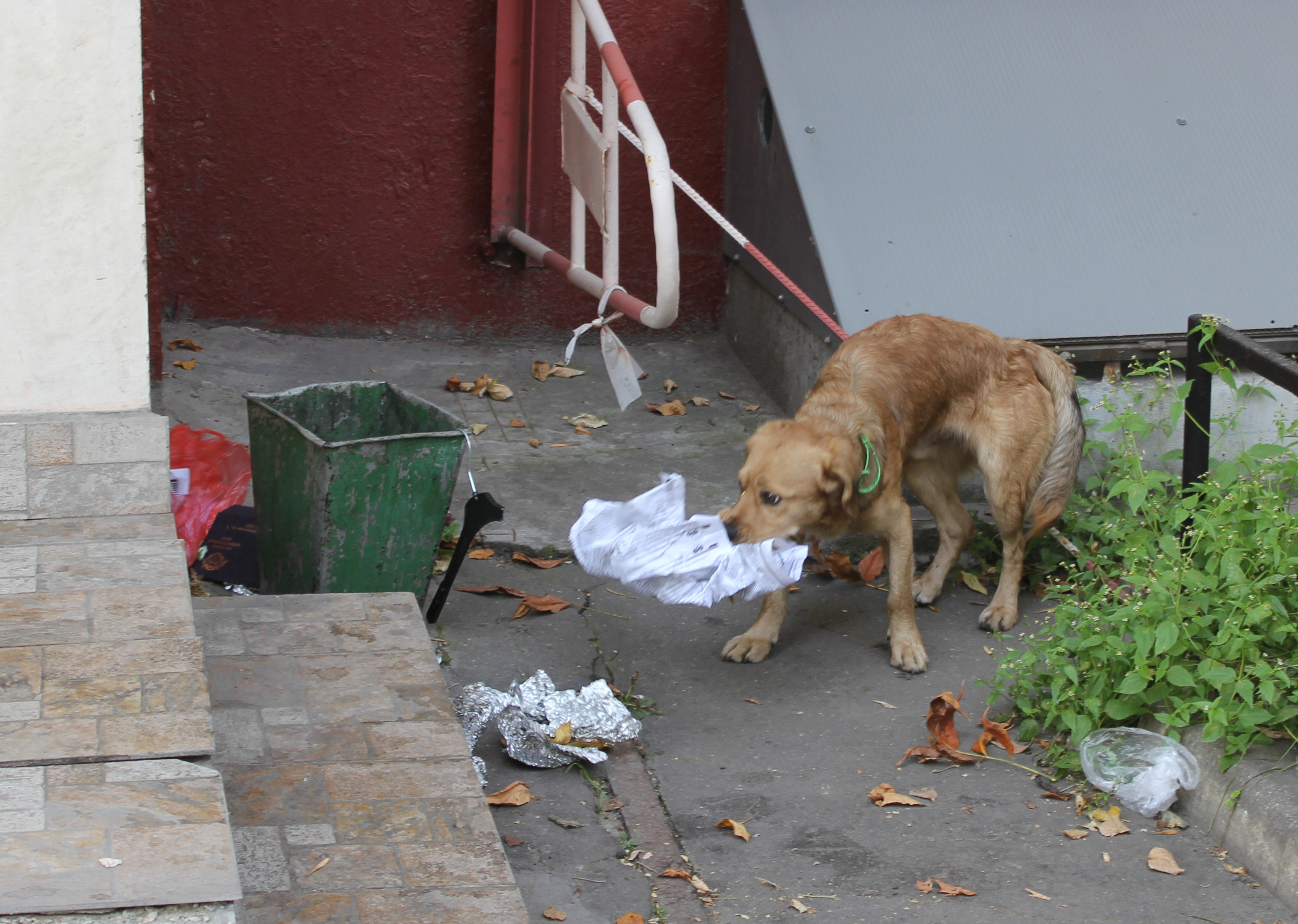
Um cão de rua parecido com golden retriever vasculhando uma lixeira em busca de alimento.

Assim como os cães ferais, os cães semi-selvagens também se alimentam de frutas e outras plantas como parte de dieta onívora, além de restos de alimentos que são encontrados em lixos, como fazem os cães de rua, ursos, gatos e guaxinins, mas também podem caçar carneiros, gatos, doninhas, camelos, peixes, lhamas, bodes e roedores (tanto domésticos quanto selvagens).

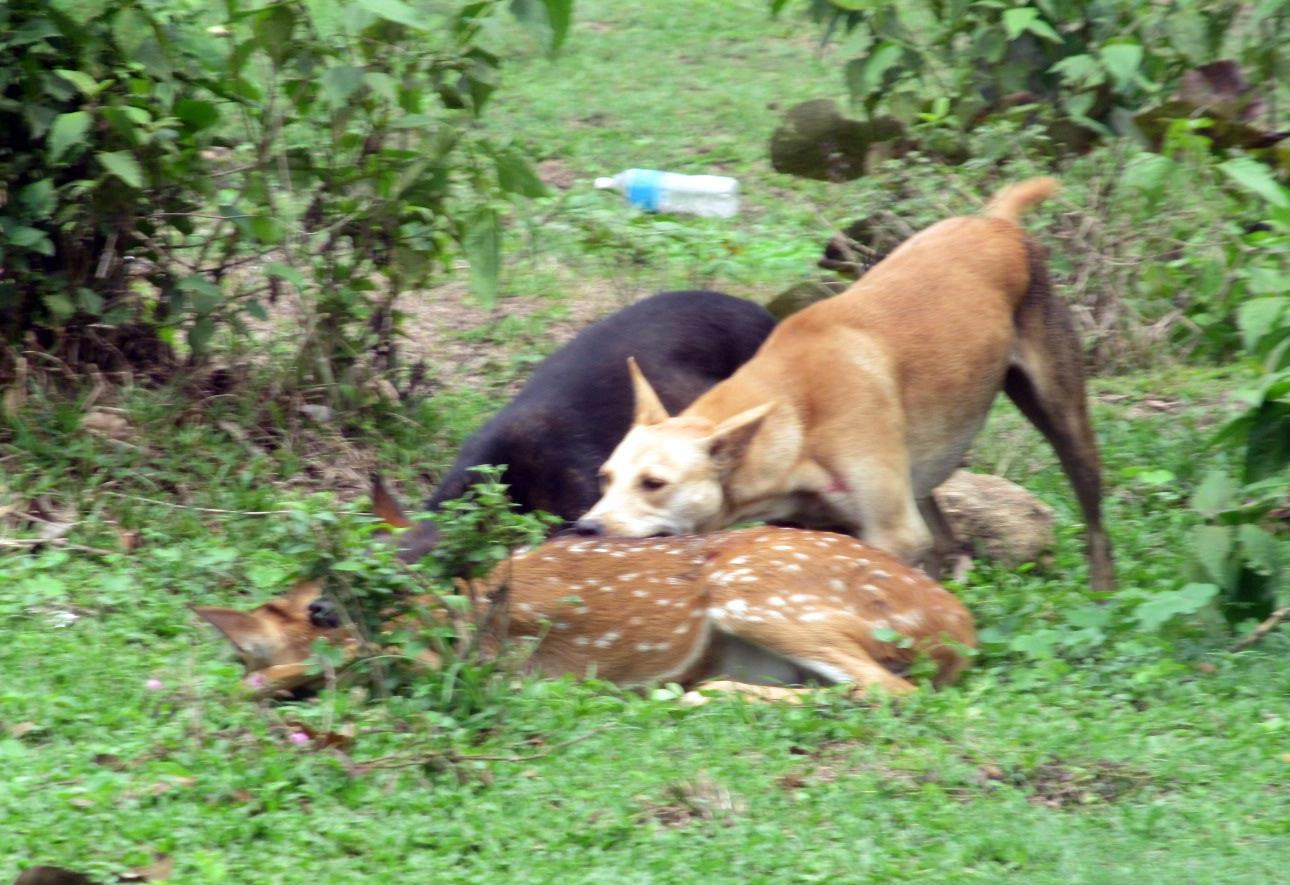
Cães ferais caçando um cervo na Índia.

Em determinadas regiões do mundo, sua alimentação pode se estender a vacas, búfalos, porcos, cavalos, burros, antas, girafas, antilocabras, cervos, antilopes, aves, reptéis, anfíbios, invertebrados, peixes, tubarões, focas, carniça, musaranhos, ouriços, xenartras, pangolins, mangustos, afrothérios (incluindo elefantes, porcos formigueiros e damões do cabo), coelhos e primatas, como macacos e lêmures. 
Na Austrália, esses animais foram observados caçando cangurus, e outros marsupiais e monotremados com maior eficácia do que os dingos, competindo ou cruzando diretamente com essa espécie, resultando em Híbridos Férteis conhecido como Dingo cão. Enquanto na Rússia, já foram registrados ataques a seres humanos, animais domésticos e até caçadas em grandes grupos a cervos, da mesma forma que os lobos locais.